# Văn phòng Thông tin Công cộng Liên Hợp Quốc
Văn phòng Thông tin Công cộng Liên Hợp Quốc (tiếng Anh: United Nations Department of Global Communications), trước đây có tên là Cục Thông tin công cộng Liên Hợp Quốc (tiếng Anh: United Nations Department of Public Information) là một bộ phận của Ban Thư ký của Liên Hợp Quốc. Văn phòng có nhiệm vụ nâng cao nhận thức cộng đồng và hỗ trợ công việc của Liên Hợp Quốc thông qua các chiến dịch truyền thông chiến lược, phương tiện truyền thông và mối quan hệ với các nhóm xã hội dân sự.

## Sứ mệnh
Sứ mệnh của văn phòng là "truyền đạt lý tưởng và nhiệm vụ của Liên Hợp Quốc với thế giới; tương tác và hợp tác với nhiều đối tượng khác nhau; và xây dựng sự ủng hộ vì hòa bình, phát triển và nhân quyền cho tất cả mọi người."
Năm 2018, Jan Kickert, Đại diện thường trực của Áo tại Liên Hợp Quốc, là Chủ tịch Ủy ban Thông tin của Liên Hợp Quốc, một cơ quan trực thuộc của Đại hội đồng Liên Hợp Quốc được thành lập để giải quyết các câu hỏi liên quan đến thông tin công khai. Ủy ban có nhiệm vụ giám sát việc thực thi các nhiệm vụ của Văn phòng Thông tin Công cộng Liên Hợp Quốc.

## Phòng ban
Văn phòng đặt mục tiêu thực hiện sứ mệnh thông qua ba phòng ban:

### Ban Truyền thông Chiến lược (SCD)
Ban Truyền thông Chiến lược xây dựng và khởi động các chiến dịch thông tin toàn cầu về các vấn đề của Liên Hợp Quốc để hỗ trợ các mục tiêu của tổ chức.
Phòng cũng quản lý mạng lưới 63 Trung tâm Thông tin Liên Hợp Quốc trên khắp thế giới. Các trung tâm này có trách nhiệm thúc đẩy sự hiểu biết và hỗ trợ của công chúng về các mục tiêu và hoạt động của Liên Hợp Quốc bằng cách phổ biến thông tin cho công chúng. Những mục tiêu được thực hiện bằng việc:
- Dịch tài liệu thông tin sang ngôn ngữ địa phương theo từng quốc gia/vùng lãnh thổ
- Thu hút mọi người đưa ra ý kiến
- Đăng các bài báo của các quan chức cấp cao của Liên Hợp Quốc trên các phương tiện truyền thông quốc gia
- Tổ chức các sự kiện để làm nổi bật các vấn đề hoặc quan sát được.

### Ban Tin tức và Truyền thông (NMD)
Ban Tin tức và Truyền thông làm việc với các đối tác trong các phương tiện truyền thông toàn cầu để phổ biến thông tin về Liên Hợp Quốc và nhiệm vụ của tổ chức này. Điều này bao gồm phổ biến dưới nhiều hình thức khác nhau, bao gồm: truyền hình, đài phát thanh và Internet.
Các nhiệm vụ của phòng này gồm:
- Cho phép công nhận phương tiện truyền thông và liên lạc cho các nhà báo để đưa tin về hoạt động hàng ngày của Liên Hợp Quốc
- Cung cấp phạm vi phủ sóng trực tiếp, thông qua video, âm thanh và hình ảnh tĩnh, về tất cả các cuộc họp chính thức và các sự kiện quan trọng khác
- Cung cấp bản tóm tắt bằng văn bản về những sự kiện này khi chúng được kết thúc
- Làm cho các bản ghi âm thanh và hình ảnh này có thể truy cập được
- Sản xuất và phân phối nội dung gốc để phát sóng

### Ban Tiếp cận (OD)
Ban Tiếp cận hoạt động để thúc đẩy đối thoại toàn cầu giữa giới học thuật, xã hội dân sự, ngành giải trí, các nhà giáo dục và sinh viên để khuyến khích sự ủng hộ cho các mục tiêu của Liên Hợp Quốc.
Bộ phận này phục vụ nhiều đối tượng nhất thông qua:
- Sự kiện công cộng đặc biệt
- Ấn phẩm
- Các dịch vụ dành cho du khách, bao gồm các chuyến tham quan có hướng dẫn thông qua Trung tâm Du khách Liên Hợp Quốc
- Dịch vụ thư viện thông qua Thư viện Dag Hammarskjöld
- Quan hệ đối tác với các tổ chức giáo dục và tổ chức phi chính phủ (NGO).